# Château de Fénis
Le château de Fénis est l'un des plus connus de la Vallée d'Aoste, de style médiéval.

## Histoire
On n'a pas de documents historiques qui nous donnent des informations certifiées sur l'existence du château jusqu'en 1242 quand il était propriété des Challant, vicomtes d'Aoste, sous le nom de Castrum Fenitii.
Le développement du château se concentre entre 1320 et 1420, sous Aymon II et  Boniface Ier de Challant. En particulier, Aymon fit disposer la partie centrale en forme pentagonale. La tour du côté méridional fut bâtie ensuite. La partie intérieure était très différente autrefois, la cour était surmontée par un long balcon et le deuxième étage n'existait pas.
En 1392, Boniface fit construire l'échelle ronde, le balcon de la cour intérieure et la prison. Entre 1414 et 1420, il confia à Jacques Jaquerio la décoration à fresque de la chapelle et de la cour.
À cette époque, le château comportait des jardins potagers et de loisir avec une vigne.
Ce château est équipé d'un apparat défensif imposant, ce qui est justifié par la nécessité de décourager les ennemis, vu qu'il était le siège administratif du fief. En réalité, ce n'est qu'une motivation partielle, puisqu'il est complètement dépourvu de défenses naturelles et très facilement attaquable. Sa majesté est plus probablement un symbole de la puissance de la maison de Challant.
La mort de Boniface Ier coïncida avec le déclin des Challant et sera la fin du développement du château de Fénis. En fait, faite l'exception de l'arbre généalogique du XVIIe siècle au deuxième étage, aucune œuvre ne fut plus réalisée.
Le manoir de Fénis fut une propriété des Challant jusqu'à 1716, lorsque Georges-François de Challant fut obligé de le céder à la famille piémontaise des Saluces-Paesana, pour payer les dettes héritées de son père. Il fut ensuite utilisé comme métairie au cours des deux siècles suivants : les salles du rez-de-chaussée étaient des étables et fenils à l'étage et dans la chapelle. 
Après plusieurs changements de propriété, il fut acheté par l'État italien le 3 septembre 1895 . Son état était lamentable, beaucoup de plafonds et de planchers s'étaient écroulés, tout comme plusieurs parties du toit et de l'enceinte. Une tour était en ruine.
Les travaux de restauration furent entamés en 1898, et se concentrèrent en deux phases :
- la campagne D'Andrade-Bertea-Seglie : à cause des fonds réduits affectés par l'État, cette phase se limita à la mise en sécurité de l'édifice : les murs furent renforcés, le toit, les huisseries et les planchers furent restaurés, une nouvelle route d'accès fut ouverte sur le côté oriental ;
- la campagne De Vecchi-Mesturino fut la véritable œuvre de restauration du château, qui intéressa notamment l'ameublement. Tous les meubles présents aujourd'hui proviennent d'autres châteaux.

## Fresques

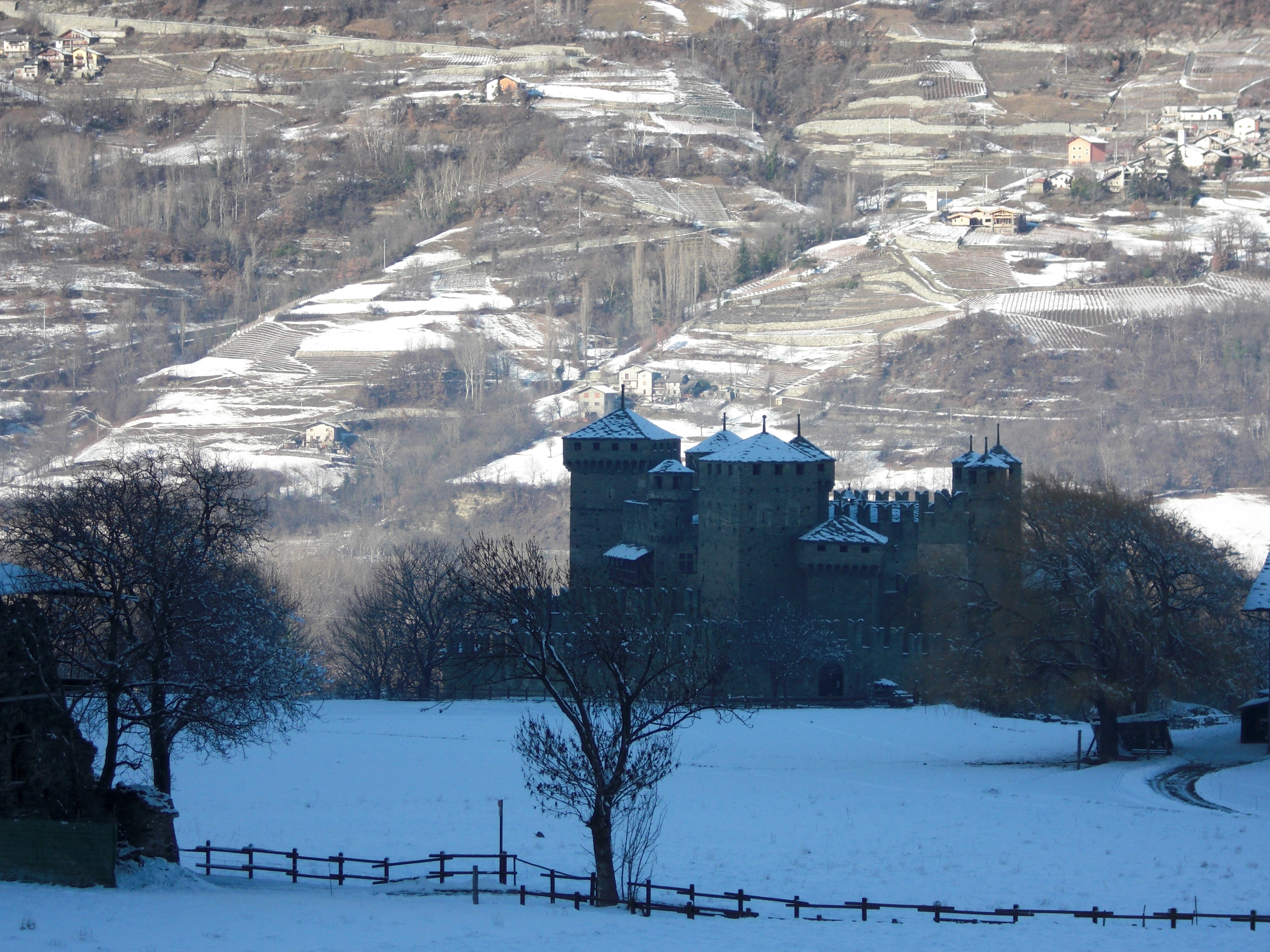
Le château en hiver

Jacques Jaquerio fut sans aucun doute le maître piémontais du gothique courtois, un courant artistique européen du XIVe siècle. 
La chapelle au premier étage contient de nombreuses fresques à sujet religieux, remontant à 1415 environ. Notre-Dame-de-Pitié, au fond, accueillant des fidèles sous son manteau, parmi lesquels des membres de la maison de Challant, en particulier Boniface Ier, à droite. En face, la Crucifixion, avec des deux côtés, la représentation de saints et des apôtres.
Dans la cour, au-dessus de l'échelle ronde, on peut admirer une représentation de Saint Georges tuant le dragon et libérant la princesse. Cette œuvre symbolise la lutte entre le bien et le mal, un sujet très populaire à l'époque, et saint Georges porte les couleurs héraldiques de la maison de Challant.
Sur les murs du balcon on voit des sages et des philosophes de l'Antiquité, chacun avec un parchemin avec des proverbes et des maximes en ancien français. Un sage est habillé en costume traditionnel arabe, ce qui rappelle la participation des Challant à une croisade.

« Il n'est pas sire de son pais
qui de ses homes est hais
bon doit estre sire sclamés
qui de ses freres est amés. »

« Se uns homs avoit a goeverner
le ciel la terre et la mer
et tous hommes que Dieu a fais
ni aroit riens cil navait paix. »

Un poème en ancien français a été retrouvé dans ce château, attribué à Boniface Ier de Challant, composé à l'occasion du mariage de sa fille Bonne avec Jean Allamant d'Uriage. Il est considéré comme l'un des exemples les plus anciens d'écrits en ancien français du bas Moyen Âge :

« Pauvre oyseillon qui de chez moi
t'envoles si loin de la Doyre
en ton cuer conserve memoyre
de qui prie et pleure pout toi. »

La décoration du mur d'en face est la représentation de Saint Christophe, le protecteur des voyageurs et des pèlerins, comme souhait pour ceux qui allaient quitter le château.
La salle du tribunal est décorée par une représentation des Quatre Vertus cardinales : la Prudence, la Tempérance, la Justice (mise en exergue) et la Force.

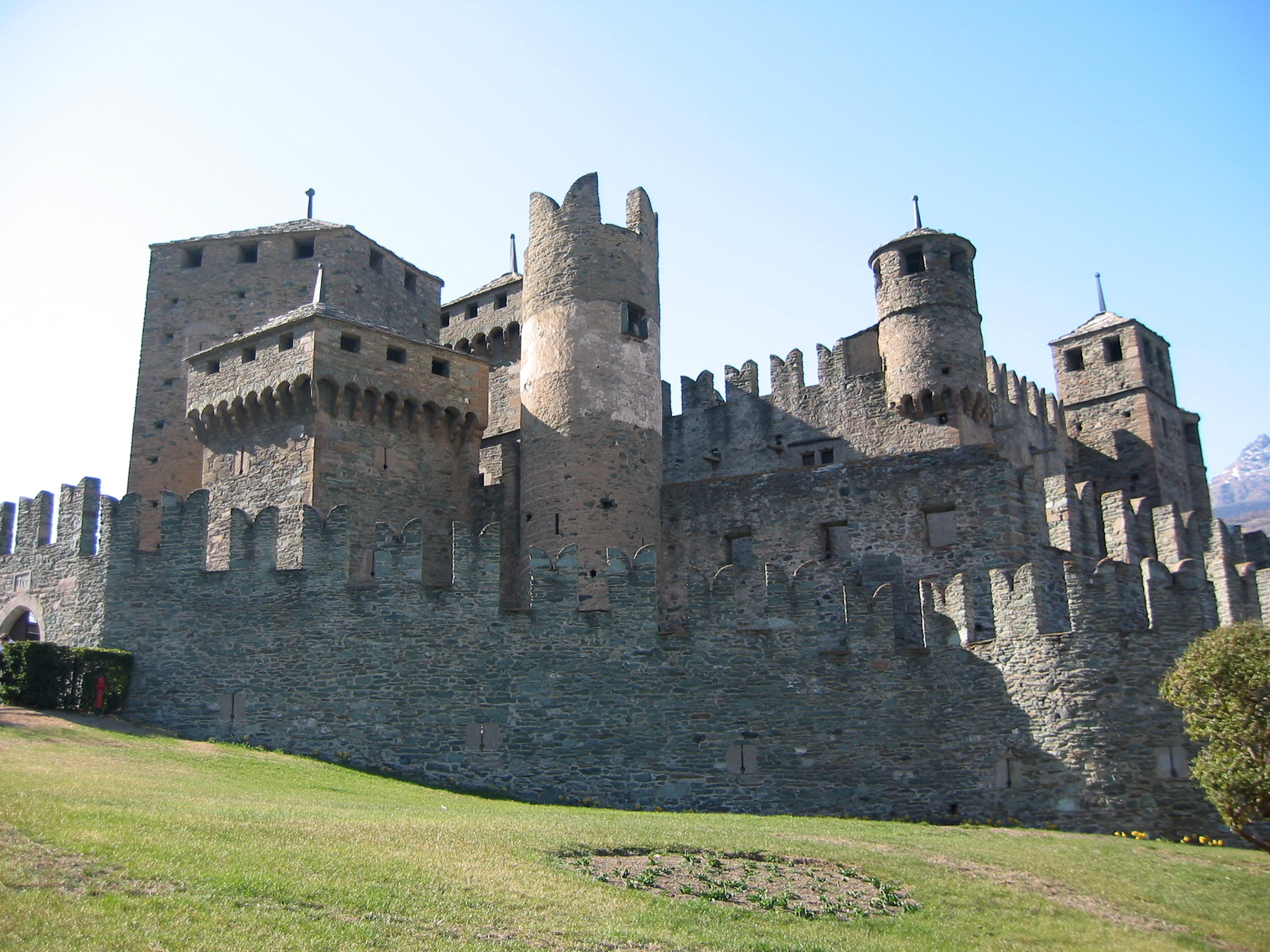
Vue générale
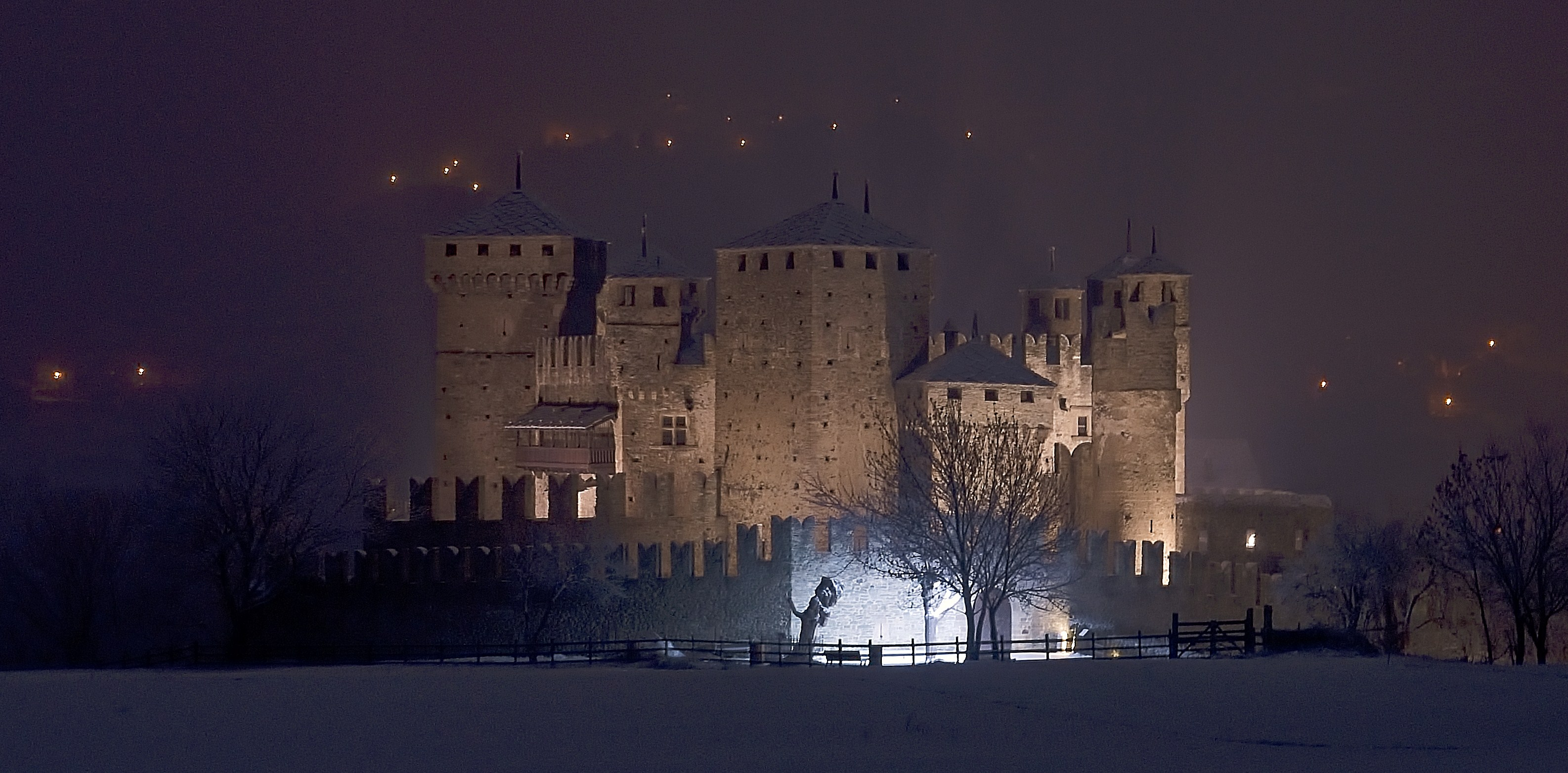
Vue nocturne
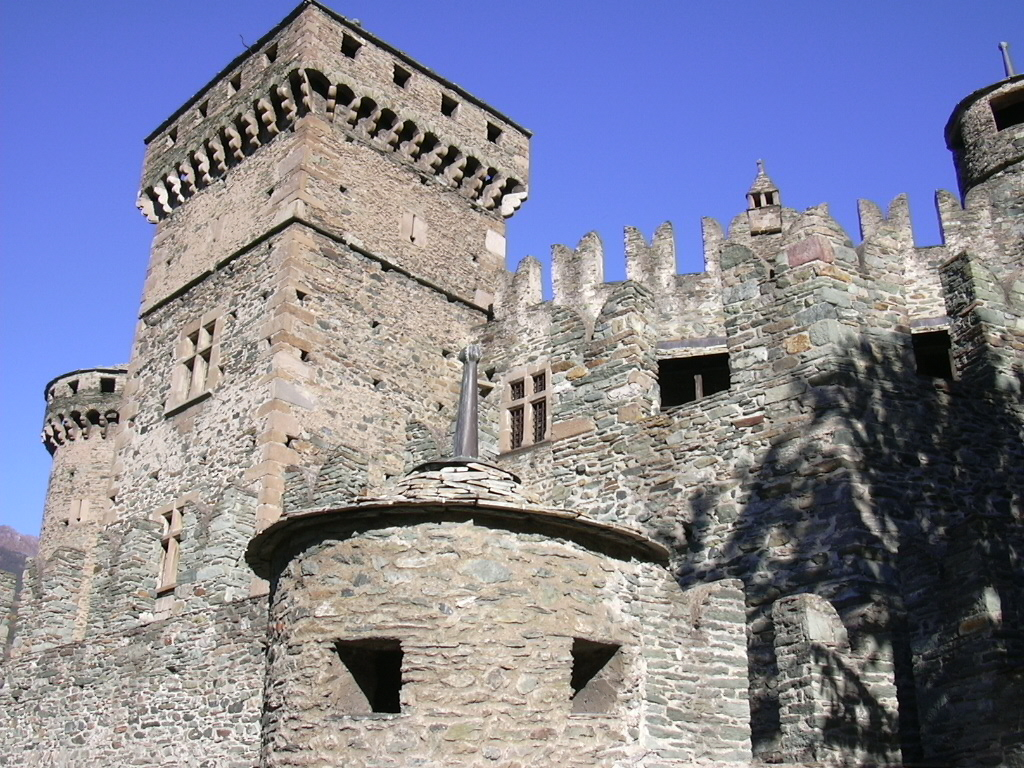
Les tours
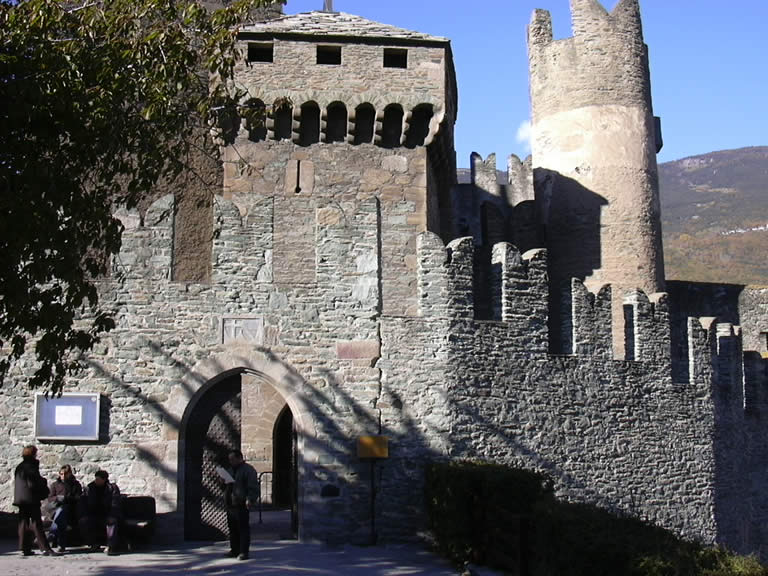
L'entrée du château
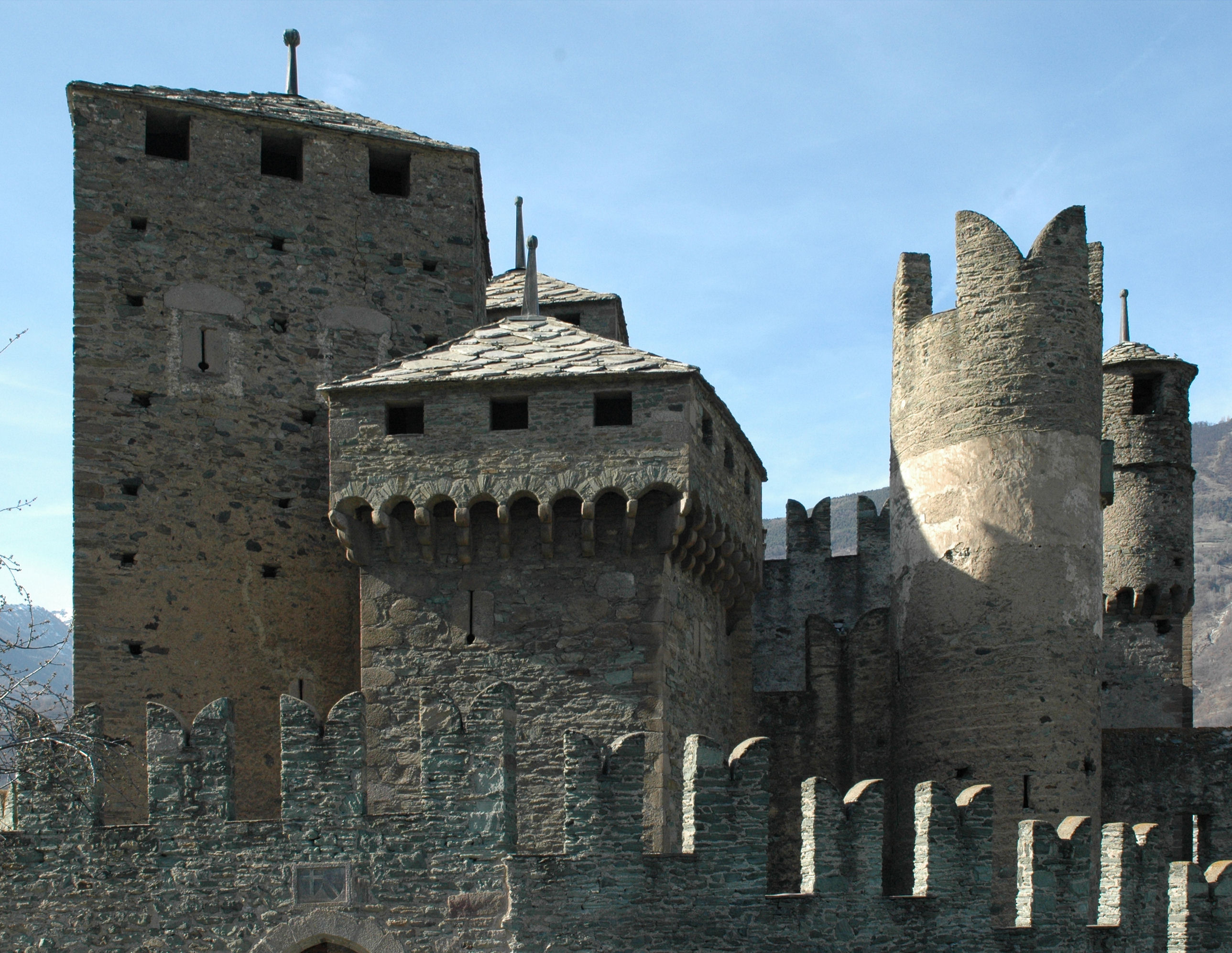
L'appareil fortifié